# Percival Pembroke
Il Percival P.66 Pembroke è un aereo da trasporto leggero prodotto tra il 1953 e il 1958 dall'inglese Percival Aircraft Company, divenuta Hunting Aircraft nel 1957, e utilizzato per compiti di trasporto, ricerca e soccorso, comunicazioni e fotoricognizione.

## Sviluppo
L'aereo è stato sviluppato a partire dal Percival Prince aumentando l'apertura alare e il peso massimo al decollo. Il prototipo ha compiuto il suo primo volo il 21 novembre 1952. È stato presentato alla Mostra internazionale e esposizione di volo di Farnborough del 1953.
Il Pembroke era in grado di operare da piste semi-preparate grazie alla configurazione ad ala alta e ai carrelli con ruote doppie per ridurre la pressione scaricata al suolo.

## Impiego operativo
Il Pembroke è entrato in servizio nel 1953 presso la Royal Air Force in sostituzione degli Avro Anson ed è stato ritirato dal servizio nel 1988. 6 Pembroke C(PR).1 da fotoricognizione vennero utilizzati dalla Royal Air Force durante l'emergenza malese.
La Finlandia utilizzò i suoi Pembroke per conto del governo in operazioni di cartografia e aerofotogrammetria, la Danimarca li utilizzò in missioni di ricerca e soccorso a supporto degli elicotteri.

### Incidenti
- L'11 marzo 1955 il primo prototipo, in servizio nella RAF e coinvolto in una missione di addestramento, è stato costretto ad un atterraggio di fortuna dopo che il motore destro aveva preso fuoco; l'ala destra urtò un albero e l'aereo si capovolse causando la morte dei 3 occupanti.[5]
- Il 30 ottobre 1956 un Tp 83 della Svenska Flygvapnet è precipitato in seguito ad un incendio al motore sinistro causando la morte di 7 degli 11 occupanti.[6]
- Il 21 ottobre 1958 un Pembroke della Flyvevåbnet si è schiantato in mare durante una missione di addestramento a bassa quota causando la morte dell'equipaggio di 4 persone.[7]
- Il 15 febbraio 1965 un C.53 della Suomen ilmavoimat è uscito di pista finendo contro un cumulo di neve; l'equipaggio rimase illeso ma l'aereo venne ritirato dal servizio.[8]
- L'11 novembre 1974 un C.54 della Luftwaffe è stato costretto a un atterraggio di emergenza in seguito a un'avaria al motore sinistro ed è stato ritirato dal servizio a causa degli ingenti danni subiti.[9]

## Versioni[1]
- P.66 Pembroke C.1: versione da trasporto per la RAF prodotta in 44 esemplari
- P.66 Pembroke C(PR).1: versione da fotoricognizione prodotta in 8 esemplari, di cui 2 sono conversioni di C.1
- P.66 Pembroke C.51: versione da esportazione per il Belgio
- P.66 Pembroke C.52: versione da esportazione per la Svezia, designata localmente Tp 83
- P.66 Pembroke C.53: versione da esportazione per la Finlandia
- P.66 Pembroke C.54: versione da esportazione per la Germania Ovest
- P.66 Pembroke C.55: versione da esportazione per il Sudan
- P.66 President: versione civile prodotta in 5 esemplari

## Utilizzatori

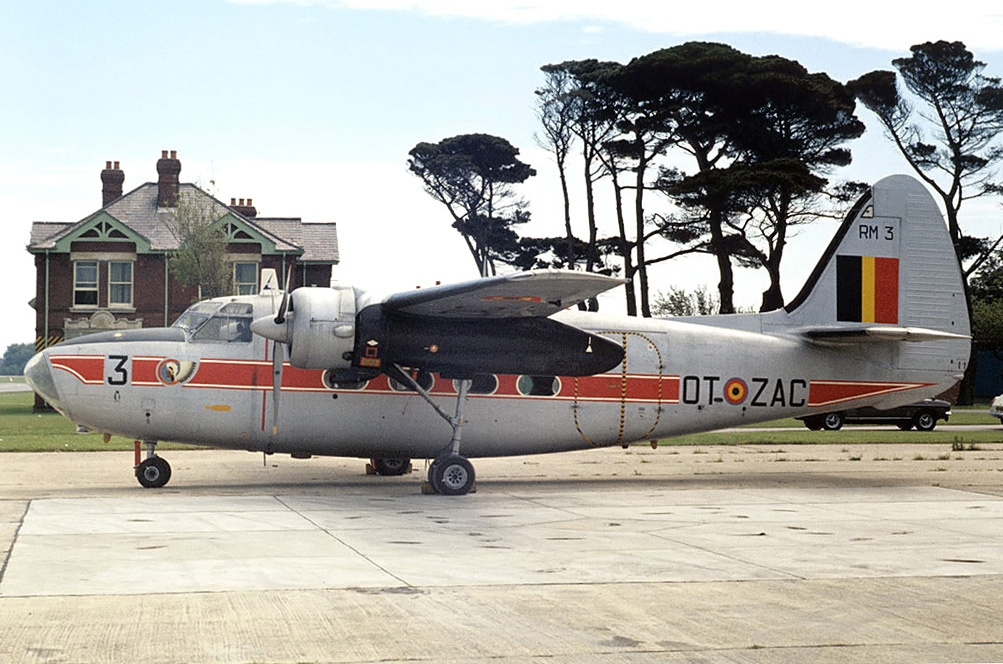
C.51 della Forza Aerea del Belgio nel 1972

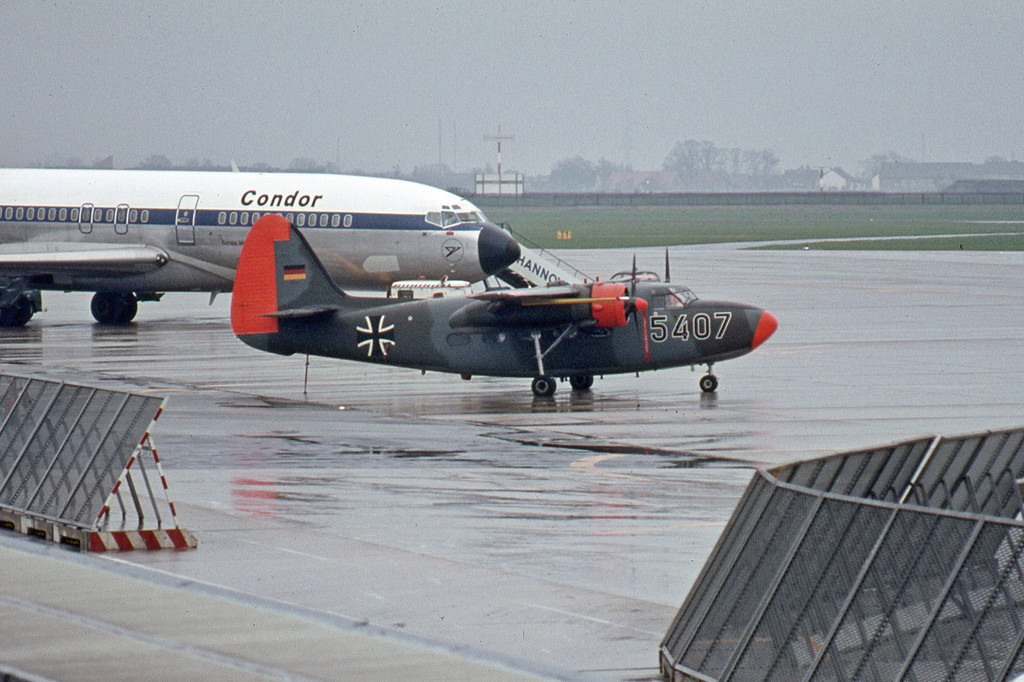
Un C.54 della Luftwaffe all'Aeroporto di Hannover nel 1970

Belgio
- Forza aerea del Belgio

12 C.51 ordinati nel 1953 e ritirati dal servizio nel 1978.
 Danimarca
- Flyvevåbnet

6 C.52/2 consegnati tra il 1956 e il 1957 di cui 2 in configurazione da trasporto VIP, ritirati nel 1960 e nel 1961. Un esemplare è precipitato in mare il 21 ottobre 1958 ed un nuovo Pembroke è stato acquistato per sostituirlo.
 Federazione della Rhodesia e del Nyasaland
- Royal Rhodesian Air Force

2 C.1 consegnati nel 1953 e ceduti allo Zambia nel 1963.
 Finlandia
- Suomen ilmavoimat

2 C.53 utilizzati tra il 1956 e il 1968 per compiti di fotografia aerea, di cui uno andato perduto in un incidente nel 1965.
 Germania Ovest
- Bundesmarine

6 C.54 ordinati nel 1957 e dismessi nel 1974.
- Heer

4 C.54 ordinati nel 1957 e dismessi nel 1974.
- Luftwaffe

23 C.54 ordinati nel 1957 e dismessi nel 1974.
 Regno Unito
- Royal Air Force

56 esemplari totali operativi tra il 1953 e il 1988.
 Svezia
- Svenska Flygvapnet

16 C.52 ordinati nel 1954, altri 2 esemplari ex Flyvevåbnet acquistati nel 1963 e nel 1964; l'ultimo esemplare è stato ritirato dal servizio nel 1977.
 Sudan
- Al-Quwwat al-Jawwiyya al-Sudaniyya

2 C.55 acquistati nel 1960.
 Zambia
- Zambia Air Force

2 C.1 ottenuti nel 1963 dopo lo scioglimento della Federazione della Rhodesia e del Nyasaland.